# András Kállay-Saunders
András Kállay-Saunders (New York, 28 gennaio 1995) è un cantante statunitense naturalizzato ungherese.

## Biografia
Nato negli USA da madre ungherese e padre afroamericano, si è trasferito in Ungheria per gareggiare in un talent show.
Ha partecipato all'Eurovision Song Contest 2014 tenutosi a Copenaghen come rappresentante dell'Ungheria presentando il brano Running. La canzone ha ottenuto il 5º posto, ad oggi il secondo miglior risultato dell'Ungheria. Dopo tale evento, il cantante ha formato una sua band.